# John Clive Ward
John Clive Ward (1 de agosto de 1924 - 6 de mayo de 2000) fue un físico angloaustraliano que hizo contribuciones significativas a la teoría cuántica de campos, la física de la materia condensada y la mecánica estadística. Andréi Sájarov lo calificó como uno de los titanes de la electrodinámica cuántica.
Ward introdujo la identidad de Ward-Takahashi. Fue uno de los autores del Modelo Estándar de interacciones de partículas gauge: sus contribuciones se publicaron en una serie de artículos que coescribió con Abdus Salam. También se le atribuye ser uno de los primeros defensores del uso de los diagramas de Feynman. Se ha dicho que los físicos han utilizado sus principios y desarrollos "a menudo sin saberlo, y generalmente sin citarlo". El modelo de Ising fue otro de sus intereses de investigación.
En 1955, Ward fue reclutado para trabajar en el Establecimiento de Investigación de Armas Atómicas en Aldermaston. Allí, derivó de manera independiente una versión del diseño de Teller-Ulam, por lo que ha sido llamado el "padre de la bomba H británica".

## Primeros años
John Clive Ward nació en East Ham, Londres, el 1 de agosto de 1924. Era hijo de Joseph William Ward, un funcionario público que trabajaba en Inland Revenue y su esposa Winifred Palmer, maestra de escuela. Tenía una hermana, Mary Patricia. Asistió a la escuela primaria Chalkwell y a la Westcliff High School for Boys. En 1938, se presentó y ganó una beca de £100 para el Bishop Stortford College. Realizó el examen del Higher School Certificate en 1942, obteniendo distinciones en Matemáticas, Física, Química y Latín, y se le ofreció una beca (postmastership) en Merton College, Oxford.
Aunque la Segunda Guerra Mundial estaba en curso en ese momento, Ward no fue llamado al ejército y se le permitió completar su grado de Bachelor of Arts en Ciencias de la Ingeniería con honores de primera clase, estudiando matemáticas bajo la tutela de J. H. C. Whitehead y E. C. Titchmarsh. Recibió una beca del Harmsworth Trust y, en octubre de 1946, con la guerra ya terminada, consiguió un puesto como asistente de posgrado de Maurice Pryce, quien había sido recientemente nombrado profesor de física teórica en Oxford.

## Contribuciones científicas
El número total de artículos publicados por Ward fue de aproximadamente 20, un hecho que refleja un fuerte sentido de autocrítica. También era crítico con lo que llamaba "fábricas de doctorados" y expresaba escepticismo sobre la importancia atribuida a tener un gran número de citas. Nunca supervisó estudiantes de posgrado. Recibió algunos premios importantes, incluidos la Medalla Guthrie y la Medalla Dirac de la Universidad de Nueva Gales del Sur en 1981, el Premio Dannie Heineman de Física Matemática en 1982 y la Medalla Hughes en 1983 "por sus contribuciones altamente influyentes y originales a la teoría cuántica de campos, en particular la identidad de Ward y la teoría de interacciones débiles de Salam-Ward". Se convirtió en miembro de la Royal Society en 1965.
Andréi Sájarov dijo que Ward era uno de los "titanes" de la electrodinámica cuántica, junto con Freeman Dyson, Richard Feynman, Julian Schwinger, Sin-Itiro Tomonaga y Gian Carlo Wick. En este sentido, se ha dicho que los físicos han utilizado sus principios y desarrollos "a menudo sin saberlo, y generalmente sin citarlo".

### Entrelazamiento cuántico
En 1947, Ward y Pryce publicaron un artículo en Nature, en el que fueron los primeros en calcular y utilizar amplitud de probabilidad para la polarización de un par de fotones cuánticamente entrelazados que se mueven en direcciones opuestas. Para las polarizaciones x e y, Ward derivó esta amplitud de probabilidad:
{\displaystyle \left|\psi \right\rangle =(\left|x,y\right\rangle -\left|y,x\right\rangle )}
que puede ser normalizada como:
{\displaystyle \left|\psi \right\rangle ={1 \over {\sqrt {2}}}(\left|x\right\rangle _{1}\left|y\right\rangle _{2}-\left|y\right\rangle _{1}\left|x\right\rangle _{2})}
Esto se puede utilizar para derivar la correlación de la polarización de los dos fotones. Su predicción fue confirmada experimentalmente por Chien-Shiung Wu e I. Shaknov en 1950. Esta fue la primera confirmación experimental de un par de fotones entrelazados aplicable a la paradoja de Einstein-Podolsky-Rosen (EPR). El resultado fue posteriormente explicado por Richard Dalitz y Frank Duarte. Siguiendo aparentemente la doctrina de Dirac, Ward nunca se preocupó por cuestiones de interpretación en mecánica cuántica.
Con la expiración de su beca Harmsworth y viendo pocas perspectivas en Oxford, Ward respondió a un anuncio de trabajo de la Universidad de Sídney. Se le ofreció un puesto, pero cuando llegó, descubrió que era para tutor y no para profesor. Por lo tanto, cumplió con el año de servicio y luego regresó a Oxford para completar su tesis de Doctor en Filosofía (D.Phil.) titulada "Algunas propiedades de las partículas elementales". Ward esperaba que su tesis, una ampliación de su artículo de 1947, fuera fácilmente aprobada por el examinador externo, Nicholas Kemmer, pero a última hora Kemmer fue reemplazado por Rudolf Peierls, quien se negó a aceptarla. Solo después de un enérgico argumento por parte del examinador interno, J. de Witt, la tesis fue aceptada.

### Identidad de Ward
Pryce organizó para que Ward recibiera un premio del Department of Scientific and Industrial Research (DSIR) por dos años. Fue entonces cuando desarrolló la identidad de Ward-Takahashi, originalmente conocida como "Identidad de Ward" (o "Identidades de Ward"). Este resultado en electrodinámica cuántica se inspiró en una conjetura de Freeman Dyson, y fue divulgado en una carta de media página, típica del estilo conciso de Ward. En su libro Quantum Electrodynamics, Walter Greiner y Joachim Reinhardt afirman en su discusión sobre la renormalización de la carga: "la identidad de Ward tiene un significado mucho más fundamental: garantiza la universalidad de la interacción electromagnética".

### Modelo Estándar

El teorema de Luttinger (introducido por J. M. Luttinger y Ward) relaciona la densidad de partículas de un líquido de Fermi con el volumen encerrado por su superficie de Fermi.

Ward dejó el programa británico de la bomba de hidrógeno y tomó un empleo en una empresa de electrónica en California. Más tarde, en 1956, Elliott Montroll le ofreció una cátedra visitante en la Universidad de Maryland. Al notar un artículo reciente de Keith Brueckner y Murray Gell-Mann sobre la energía del estado fundamental de un gas de Fermi, Ward dio una conferencia en la que propuso un enfoque diferente. Montroll reconoció que esto correspondía a la teoría de Debye-Hückel. Durante las siguientes semanas, recordó Ward más tarde, "logramos no solo producir una extensión definitiva de una teoría previamente puramente clásica, sino también establecer las reglas para el tratamiento diagramático de problemas en mecánica estadística cuántica, reglas que ahora son el pan y la mantequilla de los cálculos modernos".
Poco después, la comunidad de físicos se vio sacudida por la noticia de que Wu y Tsung-Dao Lee habían demostrado en el experimento de Wu que la paridad no se conserva en las interacciones débiles. Esto inspiró a Ward a reconsiderar la física de partículas. Junto con muchos otros, analizó cómo la teoría gauge podía aplicarse a la teoría de Fermi de la desintegración beta. Ward se convirtió en uno de los autores del Modelo Estándar de interacciones de partículas gauge; sus contribuciones a las interacciones electromagnéticas y débiles fueron publicadas en una serie de artículos que coescribió con Abdus Salam. Ward escribió una nota a Abdus, informándole que Albert Einstein estaría "revolviéndose" en su tumba, presumiblemente en sentido horario.
Las contribuciones de Salam y Ward al Modelo Estándar fueron utilizadas en el desarrollo de la estructura teórica del bosón de Higgs. Ward también realizó contribuciones a la mecánica cuántica, la teoría de fermiones, la física del estado sólido cuántica, y la mecánica estadística, así como al modelo de Ising.

## Macquarie
En 1964 Ward fue contratado para crear el programa de  física de la Macquarie University.    Esto lo hizo principalmente usando las Feynman Lectures on Physics.  Ward enseñaba personalmente  física  cuántica.
Entre los años 1977 y 1979 Ward apoyó públicamente el Macquarie science reform movement que transformó la estructura de los títulos de la universidad a finales de 1979.